# Ungod
Ungod est un groupe de metal extrême allemand.

## Biographie
Le groupe est formé en hiver 1991. En 1992, ils publient une première démo, intitulée Magicus Tallis Damnatio. Après les enregistrements, le batteur Condemptor quitte Ungod. Ils envoient ensuite des cassettes au nouveau label HSB Records. L'offre est acceptée entre juin et juillet 1993. Ils enregistrent huit chansons pour leur premier album studio Circle of the Seven Infernal Pacts avec le batteur invité The Unknown ; l'album est pressé à 500 exemplaires à la fin 1993, et vendu pendant un court laps de temps. HSB Records, ayant des problèmes financiers, est racheté par la maison de disques allemande Merciless Records, qui acquiert en même temps les droits du premier album d'Ungod.
Après cette sortie, le groupe fait face à des problèmes internes. En 1995, ils publient quelques EP avec Desaster et Cabal sur Merciless Records. Après avoir recruté de nouveaux membres, ils publient l'EP Conquering What Once Was Ours, à l'automne 1995 au label belge Wood Nymph Records et commence à se populariser dans la scène black metal. En 1998, le groupe publie un split-EP avec Sadistic Intent chez Merciless Records.

## Style musical
Ungod fait partie des pionniers du black metal aux côtés de Venom, Bathory, Sodom, Sarcófago et Destruction. Les paroles du groupe traitent du satanisme, du blasphème, et du morbide,.

## Discographie
- 1992 : Magicus Tallis Damnatio (démo)
- 1993 : Circle of the Seven Infernal Pacts (H.S.B. Records)
- 1995 : Desaster/Ungod (split-EP avec Desaster, Merciless Records)
- 1995 : Ungod/Cabal (split-EP avec Cabal, Merciless Records)
- 1995 : Conquering What Once Was Ours (EP, Wood Nymph Records)
- 1998 : Eternal Darkness/Phallus Cult (split-EP avec Sadistic Intent, Merciless Records)
- 2002 : Magicus Talli Damnatio/Hellfire (split-EP avec Baxaxaxa, enthält die wiederveröffentlichten Demoaufnahmen beider Bands, Merciless Records)
- 2009 : Promo 2009 (Promo-Aufnahme)[4]
- 2009 : Ungod (EP, Kneel Before the Master’s Throne Records)
- 2009 : Ungod/Mort (split-EP avec Mort, None Shall Defy)
- 2010 : În numele Metalului Est-European (EP, Old Spirit Productions, W.T.C. Productions, Iron Bonehead Productions)
- 2011 : Sexual Blood Rites (split-EP avec Sacrilegious Rite, Obscure Abhorrence Productions, Art of Propaganda)
- 2011 : Cloaked in Eternal Darkness (Kneel Before the Master’s Throne Records)
- 2012 : Vestal Claret/Ungod (Split-MC avec Vestal Claret, No Visible Scars)